# Сборная Габона по футболу
Сборная Габона по футболу представляет Габон в международных матчах и турнирах по футболу. Управляющая организация — Габонская федерация футбола.

## История
Сборная Габона ни разу не участвовала на ЧМ и семь раз становилась участником финальной части Кубка африканских наций. Если в первом розыгрыше — КАН-1994 — габонцы были жестоко биты в группе египтянами и нигерийцами с общим счётом 0:7, то уже на следующем Кубке Африки в 1996 году им удалось выйти в 1/4 финала. И это наивысшее их достижение. В третьем для себя розыгрыше Кубка африканских наций в 2000 году «Пантеры» выступили так же неудачно, как и в первом — последнее место в группе. На Кубке африканских наций 2010 в Анголе Габон был близок к тому, чтобы повторить свой успех 1996 года, однако, при равенстве очков, но при худшей разнице забитых и пропущенных голов, «Пантеры» остались на третьем месте в своей группе.
Самый реальный шанс попасть на чемпионат мира сборная Габона имела по ходу отбора на ЧМ-2010, поскольку лидировала в отборочной группе после трёх туров, опережая мощную сборную Камеруна. Но во второй части отборочной кампании опыт камерунцев всё же дал о себе знать — три победы подряд при всего одной победе Габона сделали победителем группы именно «Неукротимых Львов».
Стоит также упомянуть тот факт, что в 2012 году Габон совместно с Экваториальной Гвинеей приняли у себя Кубок африканских наций, и, как следствие, сборная Габона была освобождена от квалификационного раунда и получила путёвку на главный континентальный турнир напрямую. Стоит также отметить, что сборная Габона трижды становилась победителем региональных турниров для сборных стран Центральной Африки — чемпионата УДЕАК (UDEAC Championship) в 1985 и 1988 годах и кубка УНИФАК (UNIFAC Cup) в 1999 году.

## Чемпионат мира
- 1930 — 1962 — не принимала участия
- 1966 — снялась с квалификации
- 1970 — не принимала участия
- 1974 — снялась с квалификации
- 1978 — 1986 — не принимала участия
- 1990 — 2022 — не прошла квалификацию

## Кубок Африканских Наций
- 1957 — 1970 — не принимала участия
- 1972 — не прошла квалификацию
- 1974 — снялась с квалификации
- 1976 — не принимала участия
- 1978 — не прошла квалификацию
- 1980 — не принимала участия
- 1982 — снялась с квалификации
- 1984 — не прошла квалификацию
- 1986 — не прошла квалификацию
- 1988 — не прошла квалификацию
- 1990 — не прошла квалификацию
- 1992 — не прошла квалификацию
- 1994 — групповой этап
- 1996 — 1/4 финала
- 1998 — не прошла квалификацию
- 2000 — групповой этап
- 2002 — не прошла квалификацию
- 2004 — не прошла квалификацию
- 2006 — не прошла квалификацию
- 2008 — не прошла квалификацию
- 2010 — групповой этап
- 2012 — 1/4 финала
- 2013 — не прошла квалификацию
- 2015 — групповой этап
- 2017 — групповой этап
- 2019 — не прошла квалификацию
- 2021 — 1/8 финала
- 2023 — не прошла квалификацию

## Состав
Следующие игроки были вызваны в состав сборной главным тренером Патрисом Невё для участия в матчах Кубка африканских наций 2021, который пройдёт в Камеруне с 9 января по 6 февраля 2022 года.
Игры и голы приведены по состоянию на 16 ноября 2021 года:
| 1  | Вр  | Жан-Ноэль Амономе             | 24 декабря 1997 (27 лет)  | 4  | 0  | Амазулу                      |  |  |
| 16 | Вр  | Антони Мфа Мезюи              | 7 марта 1991 (34 года)    | 18 | 0  | Роданж 91                    |  |  |
| 21 | Вр  | Жуниор Фоцу Нуби              | 20 июня 1999 (25 лет)     | 0  | 0  | Ванн                         |  |  |
| 23 | Вр  | Дональд Нзе                   | 5 апреля 1992 (32 года)   | 3  | 0  | Маниема Юнион                |  |  |
|    |     |                               |                           |    |    |                              |  |  |
| 2  | Защ | Алекс Мукету-Муссунда         | 10 октября 2000 (24 года) | 3  | 0  | Арис Лимасол                 |  |  |
| 3  | Защ | Антони Ойоно                  | 12 апреля 2001 (23 года)  | 4  | 0  | Булонь                       |  |  |
| 4  | Защ | Сидней Обисса                 | 4 мая 2000 (24 года)      | 3  | 0  | Олимпик Шарлеруа             |  |  |
| 5  | Защ | Брюно Экюэль Манга            | 16 июля 1988 (36 лет)     | 91 | 9  | Дижон                        |  |  |
| 6  | Защ | Йоанн Обианг                  | 5 июля 1993 (31 год)      | 38 | 0  | Родез                        |  |  |
| 8  | Защ | Ллойд Палюн                   | 28 ноября 1988 (36 лет)   | 66 | 0  | Бастия                       |  |  |
| 24 | Защ | Давид Самбисса                | 11 января 1996 (29 лет)   | 2  | 0  | Камбюр                       |  |  |
| 25 | Защ | Джуниор Ассуму                | 22 июля 1995 (29 лет)     | 13 | 0  | Ле-Ман                       |  |  |
| 27 | Защ | Гилхрист Нгуема               | 7 августа 1996 (28 лет)   | 4  | 0  | Свободный агент              |  |  |
| 28 | Защ | Яннис Н’Гакату                | 30 сентября 1998 (26 лет) | 0  | 0  | Лион Ла Дюшер                |  |  |
| 29 | Защ | Вилфрид Эбане                 | 26 апреля 1992 (32 года)  | 10 | 0  | Ванн                         |  |  |
| 30 | Защ | Иронду Мусаву-Кинг            | 8 января 1992 (33 года)   | 14 | 0  | Бенгалуру                    |  |  |
|    |     |                               |                           |    |    |                              |  |  |
| 12 | ПЗ  | Гелор Канга                   | 1 августа 1990 (34 года)  | 52 | 2  | Црвена Звезда Белград        |  |  |
| 17 | ПЗ  | Андре Бийого Поко             | 1 января 1993 (32 года)   | 66 | 3  | Алтай Измир                  |  |  |
| 18 | ПЗ  | Марио Лемина                  | 1 августа 1993 (31 год)   | 23 | 3  | Ницца                        |  |  |
| 19 | ПЗ  | Серж-Жуниор Мартинссон Нгуали | 23 января 1992 (33 года)  | 12 | 0  | Горица                       |  |  |
| 26 | ПЗ  | Медвин Байтхе                 | 1 сентября 1996 (28 лет)  | 6  | 0  | Аль-Хиляль Бенгази           |  |  |
|    |     |                               |                           |    |    |                              |  |  |
| 7  | Нап | Аарон Бупендза                | 7 августа 1996 (28 лет)   | 22 | 4  | Аль-Араби Доха               |  |  |
| 9  | Нап | Пьер-Эмерик Обамеянг          | 18 июня 1989 (35 лет)     | 71 | 29 | Челси                        |  |  |
| 10 | Нап | Аксель Мейе                   | 6 июня 1995 (29 лет)      | 27 | 2  | Иттихад Танжер               |  |  |
| 11 | Нап | Джим Аллевина                 | 27 февраля 1995 (30 лет)  | 12 | 2  | Клермон                      |  |  |
| 13 | Нап | Кевин Меи                     | 14 января 1993 (32 года)  | 3  | 0  | Умраниеспор                  |  |  |
| 14 | Нап | Луи Амека                     | 3 октября 1996 (28 лет)   | 19 | 0  | Магриб Фес                   |  |  |
| 15 | Нап | Ульрик Энеме Элла             | 22 мая 2001 (23 года)     | 1  | 0  | Брайтон энд Хоув Альбион U23 |  |  |
| 20 | Нап | Дени Буанга                   | 11 ноября 1994 (30 лет)   | 25 | 7  | Лос-Анджелес                 |  |  |
| 22 | Нап | Фахд Ндзенге                  | 7 июля 2000 (24 года)     | 2  | 0  | Табор Сежана                 |  |  |